# Max Fenders
Max Fenders är/var ett svenskt dansband från Hörnefors utanför Umeå, och som turnerat i Sverige, Finland och Norge. Medlemmar har varit Janne Nording, Anders Östman, Christer Ådén, Per-Örjan Ådén, Mats Långström och Theo Lundström. 
Gruppen bildades 1965. Det stora genombrottet kom 1975 med bandets tredje skiva En hjärtesak... 3, där paradnumret "Vindens melodi", som låg etta på Svensktoppen i tre veckor i maj 1975, finns med. Medverkan i Bosse Larssons underhållningsprogram Nygammalt bidrog också till ett kraftigt uppsving, och även "Ingen saknar mej i morgon" från albumet Venus låg etta på Svensktoppen i januari 1978. Ännu under 2000-talet har tillfälliga återföreningar gjorts. På senare år har bandets låt "Vi går hem till Max" blivit ett återkommande inslag i underhållningsprogrammet Doobidoo på SVT.
Gitarristen Anders Östman är far till sångerskan Tove Styrke.
Sångaren och saxofonisten Mats Långström avled i december 2022, 74 år gammal.

## Diskografi

### Singlar 7"
- 1965 - Livets väg / Den gamla bilen
- 1967 - Evig vår / I gatlyktans sken
- 1971 - Jag vill så gärna hem till byn / Lady Lolita
- 1972 - Jag drömmer om en jul hemma / Sjömansjul på Hawaii
- 1973 - The Cruel Sea / Kontraster
- 1973 - Goodbye, My Love Goodbye / Du är som en sommardag
- 1973 - Greta, så ska vi ha't / Jag måste förstå
- 1973 - Bus Stop / Take the Money and Run
- 1974 - Vi kan aldrig få varandra / Sommar varje dag
- 1974 - Vindens melodi / Alla vackra drömmar har ett slut
- 1974 - Mexico, min dröm / Gunilla Berg
- 1975 - Vem är denne man / Bye Bye Cherie
- 1975 - Vi går hem till Max
- 1977 - Venus / An der schönen blauen Donau

### Studioalbum 12"
- 1973 - Max Fenders - En hjärtesak...
- 1974 - Max Fenders - En hjärtesak...  2
- 1975 - Max Fenders - En hjärtesak...  3
- 1976 - Max Fenders - 4
- 1977 - Max Fenders - Venus
- 1979 - Max Fenders - Maximalt

### Samlingsalbum
- 1977 - Max Fenders - 16 bästa
- 2006 - Max Fenders - Bästa - CD
- 2011 - Max Fenders - Minnenas Dans - CD